# Mora Club de Fútbol
El Mora C.F. es un equipo de fútbol español del municipio de Mora (Toledo). Fue fundado en 1977 y actualmente juega en el Grupo XVIII de Tercera División, disputando sus partidos como local en el Estadio Las Delicias, con capacidad para 1.000 espectadores y de césped artificial. 

## Historia
Mora fue una de las poblaciones de Castilla-La Mancha que en las primeras décadas del siglo XX conoció el fútbol, proveniente de Inglaterra. Su gran número de muchachos practicaban el nuevo deporte por sus plazas y calles, además de las eras más próximas al núcleo poblacional. De todos ellos se logró reunir un conjunto dispuesto a competir con los clubes de las localidades del entorno, aunque sólo fuera en partidos amistosos. Es más que posible que también contribuyera a ello el éxito de la selección española en la VII Olimpiada de Amberes que dio lugar a un fuerte crecimiento de la afición al fútbol, siendo probable que en Mora aumentase la sensibilidad por este deporte, hecho que se confirma en 1924 cuando en Consuegra, con motivo de sus Ferias y Fiestas, y queriendo que se celebrara un partido del máximo interés, los directivos del Mora acuerdan buscar a uno de los equipos de mayor fama del momento, eligiendo al Contrebia Fútbol Club que era por entonces, unos de los equipos más representativos del entorno.
Cuando se llega al año 1930, la Federación Centro estaba constituida por 64 clubes de las provincias de Madrid, Ciudad Real y Toledo, siendo la mayoría de Madrid. De la provincia de Toledo sólo aparece el Club Deportivo Mora, lo que viene a decir que este es el equipo que primero se federó. El hecho de que estuviese federado hace pensar que el C.D. Mora jugaría algún campeonato provincial, pero no se han encontrado datos que avalen lo dicho. Lo que sí es seguro es que el 15 de mayo de 1930, con motivo de la inauguración del Campo de Deportes de Goya en Alcázar de San Juan, el equipo invitado para tan importante evento fue el C.D. Mora. De lo que sí se tiene constancia es de la presencia del mítico Ricardo Zamora en la localidad durante el período republicano, participando en un partido amistoso. El hecho fue posible gracias a la mediación del director de cine Hormaechea, que tenía vinculaciones con Mora. De esta forma llega la Guerra Civil en julio de 1936, por lo que durante un largo espacio de tiempo el C.D. Mora tuvo que hacer un paréntesis en las competiciones. 
Una vez que los efectos de la guerra se fueron difuminando, en Mora se reanuda la práctica futbolística. En poco tiempo, se formaron distintos equipos como el del Frente de Juventudes, el de Educación y Descanso, y el de la OAR (Obra Atlética Recreativa), de Acción Católica, que propulsó diversas actividades culturales vinculadas al cine, al teatro o al deporte. Esta iniciativa tuvo una gran aceptación, como afirma el periodista Alejandro Fernández Pombo, nacido en la localidad. 
El equipo de Mora participó en los campeonatos comarcales de Educación y Descanso de los años 1945 y 1946 y, en los provinciales de 1949, con motivo de la 5.ª edición de los campeonatos, Mora compitió en el Grupo II junto a Sonseca, Madridejos, Consuegra, Toledo B y Ajofrín. Si en período republicano fue Zamora quien jugó en Mora, ahora en la posguerra serían dos jugadores de los más emblemáticos de la época los que visitaban la localidad. Se trata de Marcel Domingo, guardameta francés que recaló en el Atlético de Madrid y Espanyol de Barcelona, y de Larbi Ben Barek, delantero que junto a Domingo y el resto de compañeros, también famosos, mostraron sus genialidades en el campo de Mora. 
Cuando se inician los años sesenta, el C.D. Mora comienza a participar en las categorías regionales, escalando una a una las mismas, y aunque también hubo retrocesos, al fin alcanzó la 1.ª Regional. Encontrándose en esta categoría en la temporada 1982/1983, el C.D. Mora consigue la cuarta posición, lo que dio acceso a subir a Primera Preferente junto al Atlético Tomelloso (que fue campeón), las Pedroñeras y Mota del Cuervo. Seis temporadas permaneció en Preferente, hasta que en la campaña 1988/1989, a pesar  de clasificarse en quinto lugar por la cola, acompañó al Óptense, Santa Bárbara, Bolañego, Lillo y Albalate a 1.ª Regional. En ella sólo estuvo la campaña 1989/1990, ya que al final de la misma el C.D. Mora quedó campeón de grupo y, consecuentemente volvió a Preferente. En esta se mantuvo tres temporadas, y al final de las mismas, concretamente en la 1992/1993, se produce el acontecimiento futbolístico más importante de la localidad: el C.D. Mora asciende por primera vez en su larga historia a 3.ª División. 
Su paso por categoría nacional le llevaron a renovar el césped y el vestuario. Sin embargo, cuando finaliza la campaña, el C.D. Mora acompañará al Atlético Ciudad Real, Albacete B, Socuéllamos y Santa Bárbara a la 1.ª Autonómica, categoría en la que se mantuvo dos tempo-radas. Al final de la 1995-1996 se proclamó subcampeón del Grupo I, por lo que hubo de jugar frente al Bolañego, que había ocupado la misma posición en el Grupo II de la Autonómica. 
Se hacía necesario jugar una eliminatoria para dirimir cuál de los dos debería ascender a 3.ª División. El primer encuentro se jugó en Mora, con empate a uno final. El de vuelta tuvo lugar en Bolaños el 10 de junio de 1996 y de nuevo se da otro empate, pero esta vez a dos goles tras una prórroga de treinta minutos, por lo que el C.D. Mora fue quien ascendió a la tercera categoría nacional. Curiosamente y debido a la carambola del ascenso del C.D. Manchego a 2.ª División B, el Bolañego también subió. La alineación que aquel día presentó el Mora era la compuesta por: Agustín, Navarro, Ángel (Raulito), Fernando (Muñoz), Raúl, Javi, Tevi (Goro), Pablo (José Ángel), Lamperto y Ortega. Los dos goles fueron obra de José Ángel. 
En la temporada 1996/1997 también compitió en 3.ª división. El grupo XVII estaba integrado por la mayoría de los grandes clubes de la Comunidad Autónoma, lo que complicaba bastante su militancia un año más. El Tomelloso se proclamó campeón en  una histórica competición en la que batió varios récords, al que siguieron Torrijos, Villarrobledo y Conquense, que fueron tuvieron acceso a jugar los play-off de ascenso a 2.ª B. Curiosamente, el último de ellos es quien lo consiguió. El Mora se hizo con el “farolillo rojo”, por lo que hubo de acompañar al Campillo y Manzanares a la 1.ª Autonómica. 
Desde la temporada 2012/2013, el Mora C.F. (denominación actual), compite en el Grupo XVIII de Tercera División. En la temporada 2018-19 queda colista de su grupo y desciende a categoría regional.

## Uniforme
- Uniforme titular: Camiseta blanca, pantalón blanco y medias blancas.
- Uniforme visitante: Camiseta negra, pantalón negro y medias negras.

## Estadio
Su campo de juego es el Estadio Las Delicias, de césped artificial, con tribuna y capacidad para unas 1.000 personas aproximadamente.

## Datos del club
- Temporadas en Primera División: 0
- Temporadas en Segunda División: 0
- Temporadas en Segunda División B: 0
- Temporadas en Tercera División: 10
- Temporadas en Primera Preferente: 26
- Temporadas en Primera Regional: 1
- Temporadas en Segunda Regional: 1
- Temporadas en Tercera Regional: 4
- Mejor puesto en la liga (en Tercera División de España): 8.º (temporada 2014-2015).

## Trayectoria
| Temporada | División       | Posición | Copa del Rey            |
| --------- | -------------- | -------- | ----------------------- |
| 1977/1993 | Regional       |          |                         |
| 1993/94   | 3.ª            | 19.º     |                         |
| 1994/95   | 1.ª Preferente | 3.º      |                         |
| 1995/96   | 1.ª Preferente | 2.º      |                         |
| 1996/97   | 3.ª            | 20.º     |                         |
| 1997/2009 | Regional       |          |                         |
| 2009/10   | 3.ª            | 19.º     |                         |
| 2010/11   | 1.ª Autonómica | 4.º      |                         |
| 2011/12   | 1.ª Autonómica | 1.º      |                         |
| 2012/13   | 3.ª            | 16.º     |                         |
| 2013/14   | 3.ª            | 16.º     |                         |
| 2014/15   | 3.ª            | 8.º      |                         |
| 2015/16   | 3.ª            | 15.º     |                         |
| 2016/17   | 3.ª            | 14.º     |                         |
| 2017/18   | 3.ª            | 11.º     |                         |
| 2018/19   | 3.ª            | 20.º     |                         |
| 2019/20   | Regional       | 2.º      |                         |
| 2020/21   | Regional       | 2.º      |                         |
| 2021/22   | Regional       | -º       | Previa interterritorial |

- 10 temporadas en Tercera División.

## Palmarés

### Trofeos nacionales
- Liga de Primera Regional de Castilla-La Mancha (1) 1989-1990